# Мауї (округ, Гаваї)
Шаблон:StateAbbr_ 20°52′04″ пн. ш. 156°37′01″ зх. д. / 20.86774° пн. ш. 156.61706° зх. д.
Округ Мауї (англ. Maui County) — округ (графство) у штаті Гаваї, США. Ідентифікатор округу 15009. Включає в себе острови: Мауї, Ланаї, Молокаї (крім частини острова, що входить до складу округу Калавао), Кахоолаве, Молокіні.

## Історія
Округ утворений 1905 року.

## Демографія
За даними перепису
2000 року
загальне населення округу становило 128094 осіб, зокрема міського населення було 111947, а сільського — 16147.
Серед мешканців округу чоловіків було 64329, а жінок — 63765. В окрузі було 43507 домогосподарств, 29899 родин, які мешкали в 56377 будинках.
Середній розмір родини становив 3,41.
Віковий розподіл населення поданий у таблиці:
| Стать    | До 15 років | 15-21 | 22-29 | 30-39 | 40-49 | 50-65 | 65-85 | Понад 85 |
| -------- | ----------- | ----- | ----- | ----- | ----- | ----- | ----- | -------- |
| Чоловіки | 13671       | 5924  | 6524  | 10104 | 11131 | 10337 | 5954  | 684      |
| Жінки    | 13323       | 5509  | 6042  | 9830  | 10905 | 10165 | 7033  | 958      |

## Суміжні округи
- Калавао — північ
- Гаваї — південний схід
- Гонолулу — північний захід

## Виноски
1. ↑  U.S. Decennial Census. United States Census Bureau. Архів оригіналу за 4 квітня 2018. Процитовано 28 червня 2014.
2. ↑  Historical Census Browser. University of Virginia Library. Архів оригіналу за 11 серпня 2012. Процитовано 28 червня 2014.
3. ↑  Population of Counties by Decennial Census: 1900 to 1990. United States Census Bureau. Архів оригіналу за 6 серпня 2013. Процитовано 28 червня 2014.
4. ↑  Census 2000 PHC-T-4. Ranking Tables for Counties: 1990 and 2000 (PDF). United States Census Bureau. Архів оригіналу (PDF) за 18 грудня 2014. Процитовано 28 червня 2014.
5. ↑  State & County QuickFacts. United States Census Bureau. Архів оригіналу за 13 липня 2011. Процитовано 28 червня 2014.(англ.) Наведено за англійською вікіпедією.
6. ↑  American FactFinder. Бюро перепису населення США. Архів оригіналу за 26 лютого 2012. Процитовано 31 січня 2008.

| США | Це незавершена стаття з географії США. Ви можете допомогти проєкту, виправивши або дописавши її. |